# Маршмелоу
Маршмелоу или пенасте бомбоне је кондиторски производ који се у савременом облику прави од шећера, воде и желатина, па је онда обликовано у мале цилиндричне комаде.
Маршмелоу је сунђерасте текстуре и слатког укуса. Mоже се пећи на ватри као тако звана ,, камперска посластица". Углавном је декоративна шарена посластица са лепим украсима. Може се служити на разне начине.